# Phaloria walterlinii
Phaloria walterlinii är en insektsart som beskrevs av Desutter-grandcolas 2009. Phaloria walterlinii ingår i släktet Phaloria och familjen syrsor. Inga underarter finns listade i Catalogue of Life.